# Władcy Wyspy Wielkanocnej

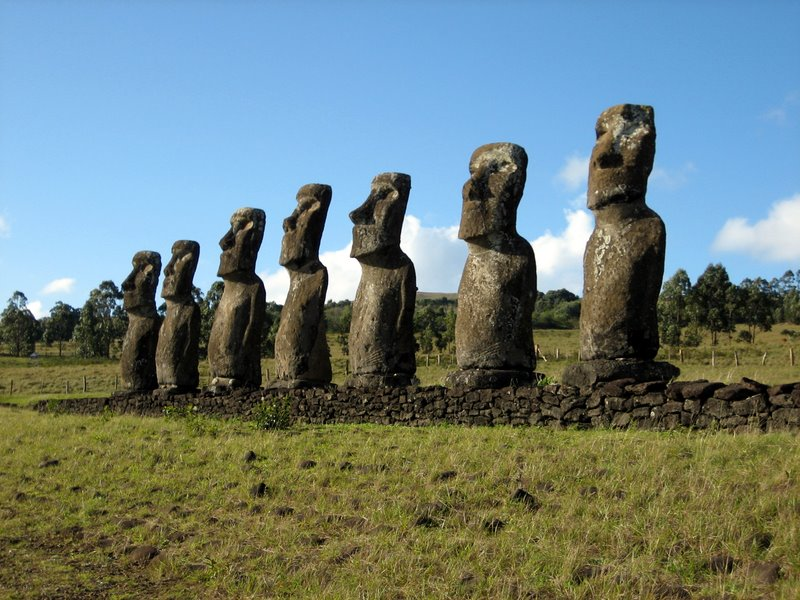
Platforma Ahu A Kivi z Siedmioma Zwiadowcami

Wyspę Wielkanocą zasiedlono pomiędzy IV i IX wiekiem n.e. Według miejscowej mitologii pierwszym ʻariki (tj. królem) został Hotu Matuʻa, który przybył ze swoim ludem z regionu Hiva. Legenda mówi, że kapłan imieniem Haumaka odbył podczas snu lot nad Pacyfikiem i dotarł na wyspę, którą nazwał Te Pito ʻo te Kāinga (Środek Ziemi). Po tym widzeniu Hotu Matuʻa wysłał siedmiu zwiadowców, którzy po powrocie oznajmili władcy, że znaleźli ląd widziany przez kapłana. Następnie cała ludność przepłynęła na podwójnych canoe do wyspy. Legendę tę upamiętnia platforma Ahu A Kivi, w środkowo-zachodniej części Wyspy, z podobiznami siedmiu zwiadowców (są to jedyne – z ponad 900 – moai zwrócone twarzami w stronę morza).

## Następcy Hotu Matuʻa
Krótko przed swoją śmiercią pierwszy ʻariki Rapa Nui podzielił wyspę pomiędzy wszystkich swoich synów:
- Tuʻu Maheke jako najstarszy potomek otrzymał terytorium pomiędzy plażą Anakena a formacją skalną Maunga Tea-Tea (na Półwyspie Paike);
- Miru odziedziczył ziemie pomiędzy Anakeną i obecnym miastem Hanga Roa;
- Marama otrzymał teren pomiędzy Anakeną i wulkanem-kamieniołomem Rano Raraku;
- Raa osiadł na Półwyspie Paike, na północny zachód od Maunga Tea Tea;
- Koro Orongo dostał ziemie pomiędzy platformą Akahanga i Rano Raraku
- Hotu Iti przypadła cała wschodnia część Wyspy Wielkanocnej (z częścią Rano Raraku);
- Tupahotu i Ngaure podzielili się resztą centralnej i południowej części Wyspy Wielkanocnej.

W następnych latach ośmiu dziedziców pierwszego ʻariki podzieliło się na dwa duże klany: Ko Tu‘u Aro na północnym zachodzie i Hotu Iti na południowym wschodzie. Najbardziej królewskimi okazali się potomkowie Miru, którzy objęli władzę dziedziczną nad wszystkimi Ko Tuʻu Aro, twierdząc, że władzę otrzymali z rąk bogów.
Podział na dwa plemiona doprowadził do wzajemnej rywalizacji, m.in. w budowie większych od konkurentów moai, a w skrajnych wypadkach do wojen domowych. W wyniku tych konfliktów część moai została zniszczona lub uszkodzona, a w XVIII wieku ostatnia wojna doprowadziła do zagłady arystokratycznych długouchych. Przybycie peruwiańskich handlarzy niewolników ostatecznie położyło kres królestwu, gdyż ostatni ʻariki – znający m.in. pismo rongorongo i obrzędy – Kai Mako‘i ‘It został schwytany w 1862 i zmarł w Peru w ciągu roku. Badaczka Katherine Routledge przypadkiem trafiła na umierającego Tomenika, który najprawdopodobniej potrafił odczytać pismo. Działo się to w 1914 roku. Badaczka odwiedziła go w domu dla trędowatych kilkukrotnie starając się nawiązać kontakt z umierającym. Jednak najprawdopodobniej tubylec nie chciał wyjawić tajemnicy pisma obcej osobie. Zmarł niedługo potem, ale istnieje teoria, że na wyspie pozostawił swoich uczniów, tak bowiem umiejętność czytania i pisania była przekazywana z pokolenia na pokolenie. Trwają poszukiwania klucza do odczytania pisma.

## Lista ʻariki Rapa Nui[1]

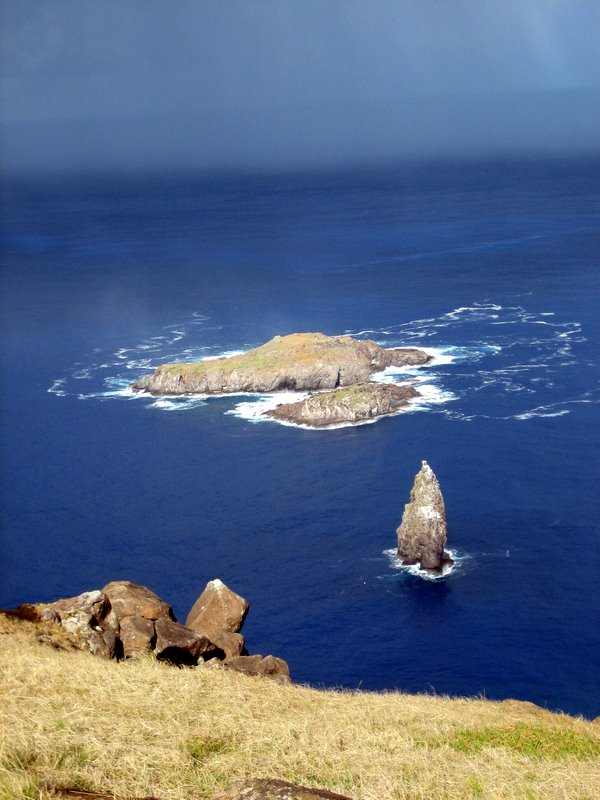
Widok z Orongo na Moto Nui, widać też maleńką Motu Iti

- 1 Hotu Matuʻa – legendarny pierwszy ʻariki
- 2 Vakai – żona Hotu
- 3 Tuʻu Maheke
- 4 Nuku (Inukura?)
- 5 Miru a Tumaheke
- 6 Hata a Miru
- 7 Miru o Hata
- 8 Hiuariru
- 9 Aturaugi
- 10 Raa
- 11 Atahega a Miru
- Kilku nieznanych władców
- 17 Ihu a Aturanga
- Dwóch nieznanych ʻariki
- 20 Tuu Ka(u)nga te Mamaru
- 21 Takahita
- 22 Ouaraa
- 23 Koroharua
- 24 Mahuta Ariiki
- 25 Atua Ure Rangi
- 26 Atuamata
- 27 Uremata
- 28 Te Riri Tuu Kura
- 29 Korua Rongo
- 30 Tiki Te Hatu
- 31 Tiki Tena
- 32 Uru Kenu
- 33 Te Rurua Tiki Te Hatu
- 34 Nau Ta Mahiki
- 35 Te Rika Tea
- 36 Te Teratera
- 37 Te Ria Kautahito
- 38 Ko Te Pu I Te Toki
- 39 Kuratahogo
- 40 Ko Te Hiti Rua Nea
- 41 Te Uruaki Kena
- 42 Tu Te Rei Manana
- 43 Ko Te Kura Tahonga
- 44 Taoraha Kaihahanga
- 45 Tukuma(kuma)
- 46 Te Kahui Tuhunga
- 47 Te Tuhunga Hanui
- 48 Te Tuhunga Haroa
- 49 Te Tuhunga
- 50 Toati Rangi Hahe
- 51 Tangaroa Tatarara
- 52 Havini(vini) Koro
- 53 Puna Hako
- 54 Puna Ate Tuu
- 55 Puna Kai Te Vana
- 56 Te Riri Katea)
- Dwóch nieznanych
- 59 HAUMOANA, TARATAKI i TUPA ARIKI – najprawdopodobniej pochodzili z Ameryki Południowej (prawdopodobnie zapoczątkowali podział na Długo- i Krótkouchych)
- 60 Mahaki Tapu Vae Iti (Mahiki Tapuakiti)
- 61 Ngau-ka Te Mahaki lub Tuu Koiho
- 62 Anakena
- 63 Hanga Rau
- 64 Marama Ariki
- 65 Riu Tupa Hotu
- 66 Toko Te Rangi
- 67 Kao Aroaro
- 68 Mataivi
- 69 Kao Hoto
- 70 Te Ravarava
- 71 Tehitehuke
- 72 Te Rahai lub Terahai

(Alternatywni władcy po Terahai: Koroharua, Riki-ka-atea, Hotu Matua (III?), Kaimakoi, Tehetu-tara-Kura, Huero, Kaimakoi następnym Nga'ara/Gnaara z listy- nr. 79)
- 73 Te Huke (Teque-Teque – imię to podali Hiszpanie, którzy odwiedzili Wyspę w 1770)
- 74 Tuu (Tohi-Tai – imię podane przez Jamesa Cooka podczas jego wizyty na Wyspie w 1774)
- 75 Hotu Iti
- 76 Honga
- 77 Te Kena
- 78 Te Tite Anga Henua
- 79 Nga'ara lub Gnaara (ok. 1835–1859)
- 80 Kai Makoi Iti (1859–1862) – ostatni wielki 'ariki (znający rongorongo)
- 81 Maurata (od 1862 lub 1863)
- 82 Tepito
- 83 Gregorio = Rokoroko He Tau
- 84 Rukunga